# Carlo Francesco Gabba
Carlo Francesco Gabba (Lodi, 14 de abril de 1865 — Torino, 18 de fevereiro de 1920) foi um advogado, jurista e professor italiano de Direito na Universidade de Pisa tendo recebido vários títulos e condecorações como a de Cavaleiro de mérito civil de Savoia. Seus estudos e suas construções jurídicas fecundas influenciaram profundamente o Direito em vários países, entre eles o Brasil.

## Informes históricos
Carlo Francesco Gabba é considerado um dos maiores doutrinadores civilistas de todo o mundo. Seu pensamento e suas construções jurídicas profícuas mostraram extraordinária repercussão e aceitação.
Iniciando em 1861 o magistério na Universidade de Pisa, com o encargo inicial de Filosofia do Direito, pouco depois, em 1887, tornou-se professor de Direito Civil, sem, todavia, desligar-se da disciplina anterior.
Em 1897, foi delegado do governo italiano no Congresso Internacional de Bruxelas para a proteção da propriedade industrial e em 1899, conselheiro em conflitos diplomáticos pelo Ministério de Relações Exteriores.
Em 14 de junho de 1900, Carlo Francesco Gabba foi nomeado senador da Itália e se tornou um membro ordinário da Comissão Permanente do Conselho Superior de Justiça daquele país.
Ele foi membro do Conselho Diplomático, da Real Accademia dei Lincei e da Academia Real das Ciências de Torino, da Universidade de Veneza, da Sociedade Real de Nápoles e de outras instituições científicas. Gabba foi também membro do Institut de Droit International de Gand, vice-presidente da Association for the reform and codification of nations, vice-presidente honorário da American Social Science Association, bem como membro da Société d’histoire diplomatique e dell’Institut international de sociologie.

## Gabba e o Direito Brasileiro
Em 1911, já professor adjunto da Universidade de Pisa, defendeu a denominação "promessa de contratar", para referir-se ao compromisso prévio mutuamente acordado entre as partes que celebram um contrato. Essa defesa teve reflexo imediato no vindouro Código Civil Brasileiro de 1916 e subsistiu ainda no Código Civil de 2002, na parte do Direito Obrigacional, integrante do Direito Civil na hierarquia geral do Direito.
Gabba deixou como legado o conceito do instituto jurídico Direito Adquirido, na sua mais famosa obra, Teoria della Retroattività delle Leggi (Torino, 1891). Para ele, Direito Adquirido é "todo aquele que:
1) é conseqüência de fato idôneo a produzi-lo, em virtude da lei do tempo no qual se viu realizado, embora a ocasião de fazê-lo valer não se tenha dado antes da atuação de lei nova a respeito do mesmo fato;
2) nos termos da lei sob a qual se verificou o fato de onde se origina, entrou desde logo a integrar o patrimônio de quem o adquiriu." (conceito originariamente apenas patrimonialista, ainda mormente aceito).

## Obras principais
- Commemorazione di Maria Gaetana Agnesi. Letta in Milano il 30 dicembre 1899. Firenze 1900.
- Della condizione giuridica delle donne. 2a ed. Torino 1880.
- «Di una riforma nella Pia Casa di Carità di Pisa»
- I due matrimoni civile e religioso nell’odierno diritto italiano. Lettera all’avv. A. Mosca. Pisa 1876.
- Il divorzio nella legislazione italiana. 4a ed. Milano 1902.
- Intorno ad alcuni più generali problemi della scienza sociale. Conferenze. Vol. primo, Torino 1876; Vol. secondo, Firenze 1881 e Vol. terzo. Bologna 1887.
- Intorno ai diritti dell’autore del libretto di un’opera di canto. Considerazioni. Pisa 1891.
- Le donne non avvocate. Considerazioni. Pisa 1884.
- Nuove questioni di diritto civile. Primo vol. Torino 1905; secondo vol. Torino 1906.
- Questioni di diritto civile. Torino, 1882; primo vol. 2a ed. Torino 1909; secondo vol. Torino 1898.
- Studii di legislazione civile comparata in servizio della nuova codificazione italiana. Milano 1862.
- Teoria della retroattività delle leggi, 3a ed. rev. e ampl.. Torino, 1891-99.